# Sankt Marie Sogn
Sankt Marie Sogn ist eine Kirchspielsgemeinde (dän.: Sogn) in Sønderborg auf der Insel Als in Nordschleswig im südlichen Dänemark. Das Kirchspiel entstand 1957, als das Kirchspiel Sønderborg Sogn, das die gesamte Stadt umfasste, in Christians Sogn im Südosten und Sankt Marie Sogn im Nordwesten, einschließlich eines kleinen Gebietes auf dem durch die Alssundbrücke mit der Kernstadt verbundenen Festland, aufgeteilt wurde. Bis 1970 gehörte es zur Harde Sønder Als Herred im damaligen Aabenraa-Sønderborg Amt, danach zur Sønderborg Kommune im damaligen Sønderjyllands Amt, die im Zuge der Kommunalreform zum 1. Januar 2007 in der „neuen“  Sønderborg Kommune in der Region Syddanmark aufgegangen ist.
Von den 28.137 Einwohnern Sønderborgs leben 10.210 im Bereich des Kirchspiels Sankt Marie Sogn (Stand:1. Januar 2023).